# Ramas auriculares anteriores
Las ramas auriculares anteriores de la arteria temporal superficial se distribuyen a la porción anterior de la aurícula, del lóbulo u parte del meato acústico externo, anastomosándose con la arteria auricular posterior. Suministran el meato acústico externo y el parte visible del oído.
Patrón vascular arterial del pabellón auricular:
"La arteria auricular anterior superior y la inferior proporcionan el suministro vascular al borde helicoidal, formando una arcada, es decir, la arcada del borde helicoidal. En el tercio superior del borde helicoidal se confirmó otra arcada entre la arteria auricular anterior superior y la arteria auricular posterior (AAP), es decir, la arcada helicoidal. Se identificaron las perforadoras de la AAP situadas en una línea vertical 1 cm posterior al trago, que irrigan la concha, el crus inferior, la fosa triangular, el antihelix y el lóbulo de la oreja."
El estudio confirmó la presencia constante de la arcada de borde helicoidal (Zilinsky-Cotofana), ramas perforantes consistentes de la AAP y la arcada helicoidal (Erdman).